# Розсохино (Аргуновське сільське поселення)
Розсо́хино (рос. Россохино) — присілок у складі Нікольського району Вологодської області, Росія. Входить до складу Аргуновського сільського поселення.

## Населення
Населення — 11 осіб (2010; 12 у 2002).
Національний склад (станом на 2002 рік):
- росіяни — 100 %